# Hackås distrikt
Hackås distrikt är ett distrikt i Bergs kommun och Jämtlands län. Distriktet ligger omkring Hackås i södra Jämtland.

## Tidigare administrativ tillhörighet
Distriktet inrättades 2016 och utgörs av Hackås socken i Bergs kommun.
Området motsvarar den omfattning Hackås församling hade 1999/2000.

## Tätorter och småorter
I Hackås distrikt finns en tätort och en småort.

### Tätorter
- Hackås

### Småorter
- Sanne